# Faulmert
Faulmert im Oberbergischen Kreis ist eine von 51 Ortschaften der Stadt Wiehl im Regierungsbezirk Köln in Nordrhein-Westfalen. 

## Lage und Beschreibung
Der Ort liegt rund 2 km südwestlich vom Stadtzentrum von Wiehl entfernt. Faulmert liegt südlich der Bundesautobahn 4.

## Geschichte
1532 wurde der Ort „Fullemich“ das erste Mal urkundlich bei Verhandlungen zwischen Berg und Sayn-Wittgenstein betr. die Vogtei  Wiehl genannt. Ebenso findet man den Ort in der A. Mercator-Karte von 1575 „Uff der Voelemich“.   Im Futterhaferzettel der Herrschaft Homburg von 1580 werden Uf der Fuelenbach zwei Bergische Untertanen als abgabepflichtig gezählt.
Namensgebend war wohl die Nähe der faulig-sumpfigen Quellmulden, mundartlich auch „Fulmert“ oder „Fulenbach“ genannt. Der Name Faulenbach kann aber auch aus der frühen Textilverarbeitung herstammen. Flachsfaser wurde ursprünglich in Bächen oder Seen „Kaltwasser geröstet“, also „gefault“, bevor er zu Leinen weiterverarbeitet wurden.

## Freizeit

### Vereinswesen
Der aus der ehemaligen Volksschule hervorgegangene und ausgebauter Hauptsitz der Behinderten Werkstätten Oberberg GmbH (BWO), einer gemeinnützigen Einrichtung zur Beschäftigung geistig und körperlich Behinderter, befindet sich im Ort.

### Wander- und Radwege
- Der Ortsrundwanderweg O „Rund um Bielstein“ berührt den Ort im östlichen Bereich.